# Internet Explorer 6
Internet Explorer 6 (сокращённо IE6) — шестая версия обозревателя от Microsoft. Она была выпущена в августе 2001 года, одновременно с завершением разработки Windows XP, и была включена в состав этой системы.
Также существует бета версия 6.05 (в windows longhorn) выпуск которой отменили.

## Нововведение
В этой версии был усовершенствован DHTML, контроль содержимого, улучшена поддержка CSS, DOM и SMIL 2.0. Интерфейс предоставляет динамический доступ и обновление структуры и стиля документа (без ограничений). Движок MSXML был усовершенствован до версии 3.0. Возможности: новая версия IEAK, мультимедийная панель, интеграция с Windows Messenger, автоматическая коррекция размера изображения, P3P, а также внешний вид в соответствии с темой рабочего стола «Luna» для Windows XP.
Несмотря на изменения по сравнению с 5-й версией, 6-я версия IE не соответствовала стандартам, продвигаемым W3C, что препятствовало их распространению. Единственным относительно крупным обновлением за 5 лет с момента выхода версии, был Service Pack 2, не внесший изменений в механизм рендеринга страниц. Это, вкупе с монополией IE после «войны браузеров», усугубило данное положение. В 2009 году IE6 ещё сохранял некоторую популярность, и некоторые разработчики утверждали, что он замедляет прогресс во Всемирной паутине. Популярные сайты всё чаще рекомендовали пользователям обновить браузер, но некоторые компании продолжали требовать от своих работников использования в офисе исключительно IE6.

## Поддержка
Компания Google прекратила поддержку IE6 в ряде своих сервисов (Google Docs, Google Sites, Google Apps, YouTube) вскоре после того, как на неё была произведена атака, использующая уязвимость данной версии Internet Explorer. В мае 2010 года австралийское подразделение Microsoft наняла кампанию, предлагающую обновить Internet Explorer пользователям, до сих пор использующим 6-ю версию, мотивируя это её устареванием по части обеспечения безопасности.
В июне 2010 года российская социальная сеть ВКонтакте заявила о прекращении поддержки этой версии браузера.
В 2010 году уже сама Microsoft активно начала рекомендовать пользователям отказаться от IE6. А 4 марта 2011 года запустила сервис обратного отсчета до «смерти» IE6, показывающий процент использования браузера в мире.

## Где поставляется
Браузер поставляется как обозреватель по умолчанию в Windows XP и Windows Server 2003, а также предлагается как обновление для Windows NT 4.0, Windows 98, Windows 2000 и Windows ME, замещающее старые версии Internet Explorer.
Ранние сборки Windows Vista (Longhorn) использовали версию браузера 6.05, имевшую некоторые нововведения — блокировку всплывающих окон, менеджер загрузок, централизованное управление надстройками. Все эти нововведения, исключая менеджер загрузок, были в дальнейшем перенесены в версию 6.0 SP2, доступную в составе обновления SP2 для Windows XP.
По состоянию на февраль 2022 года IE6 практически не используется.
Преемник IE6, обозреватель Internet Explorer 7, вышел в октябре 2006 года.